# Cole-Carpenter-Syndrom
Das Cole-Carpenter-Syndrom ist eine sehr seltene angeborene Erkrankung mit erhöhter Knochenbrüchigkeit, vorzeitiger Verknöcherung von Schädelnähten (Kraniosynostose), hervortretender Augapfel (Proptosis) und Hydrocephalus.
Die Erstbeschreibung stammt aus dem Jahre 1987 durch die kanadischen Ärzte David Cole und Thomas O. Carpenter.

## Verbreitung
Die Häufigkeit wird mit unter 1 zu 1.000.000 angegeben, die Vererbung erfolgt autosomal-dominant (AD) oder autosomal-rezessiv (AR).

## Ursache
Je nach zugrunde liegender Mutation können folgende Typen unterschieden werden:
- Typ 1, AD, Mutationen im P4HB-Gen auf Chromosom 17 Genort q25.3[3]
- Typ 2, AR, Mutationen im SEC24D-Gen auf Chromosom 4 an q26[4]
- Typ 3 Mutationen im CRTAP-Gen auf Chromosom 3 an p22.3[5]

## Klinische Erscheinungen
Klinische Kriterien sind:
- erhöhte Knochenfragilität
- Kraniosynostose
- Proptosis
- Hydrozephalus
- Gesichtsauffälligkeiten Mittelgesichtshypoplasie, Mikrognathie
- Wachstumsstörung
- kurzer Rumpf

Erwachsene sind sehr klein, oft rollstuhlpflichtig.

## Diagnose
Die Diagnose ergibt sich aus den klinischen Befunden und kann durch genetische Untersuchung gesichert werden.

## Differentialdiagnostik
Abzugrenzen sind: Osteogenesis imperfecta, Pfeiffer-Syndrom und Osteoglophone Dysplasie.